# Puits Amélie
Le puits Amélie est une ancienne mine de potasse exploitée au cours du XXe siècle, située à Wittelsheim dans le Haut-Rhin et la région française du Grand Est. Il porte le nom d'Amélie Zurcher, à l'origine de la découverte de la potasse dans le sous-sol sud-alsacien. Les bâtiments miniers sont rasés au début du XXIe siècle.

## Fonçage

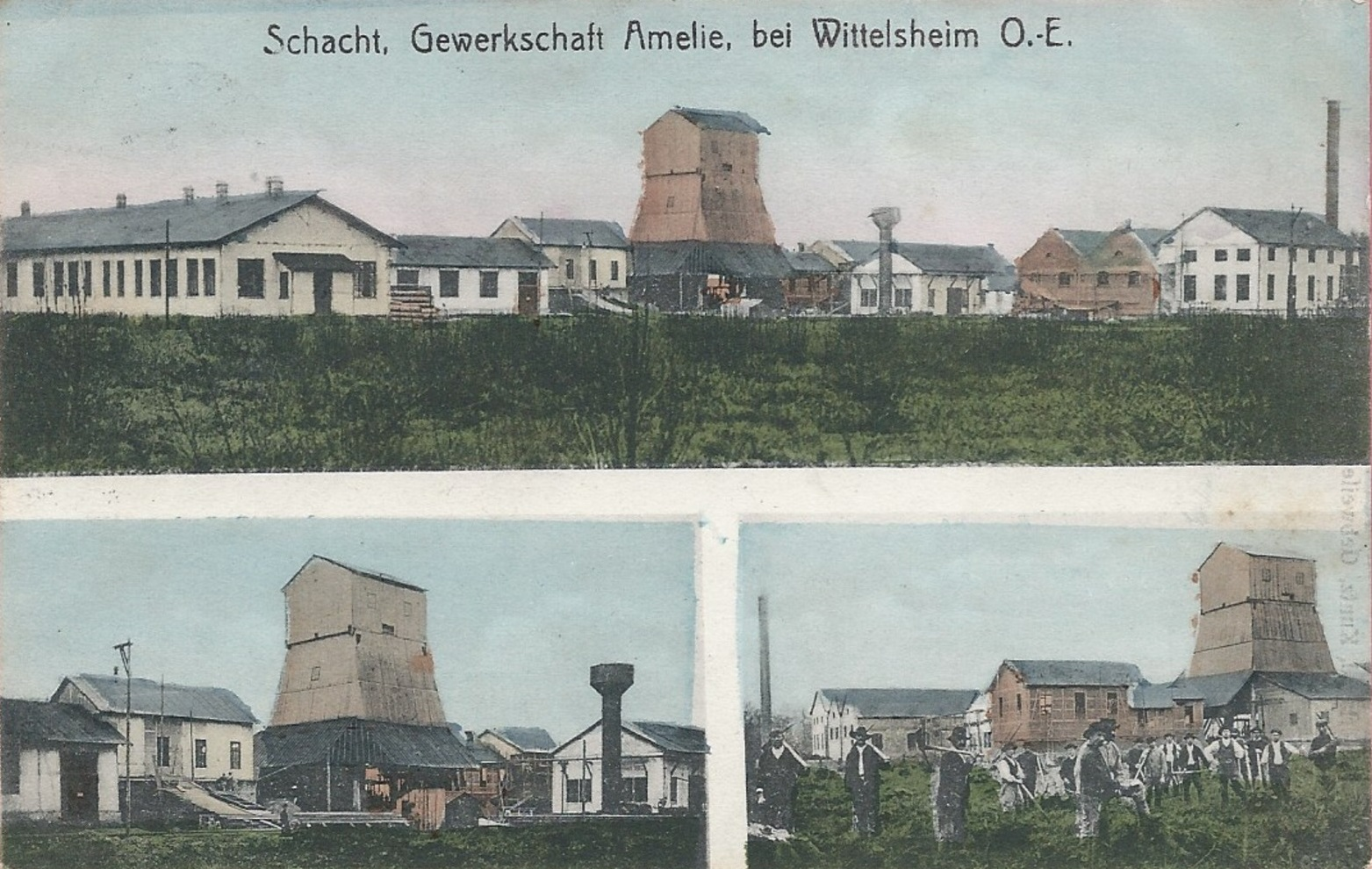
Fonçage du puits Amélie.

Un sondage est réalisé par la Gewerkschaft Amélie en 1906 à l’emplacement du futur carreau Amélie. Le fonçage du puits Amélie I commence en mai 1908. Le puits Amélie II est creusé entre 1911 et 1912 à 700 mètres du premier. Les deux puits sont reliés entre eux par les galeries de mines. Amélie II est équipé d'un chevalement métallique construit par la société Humbold.

## Exploitation

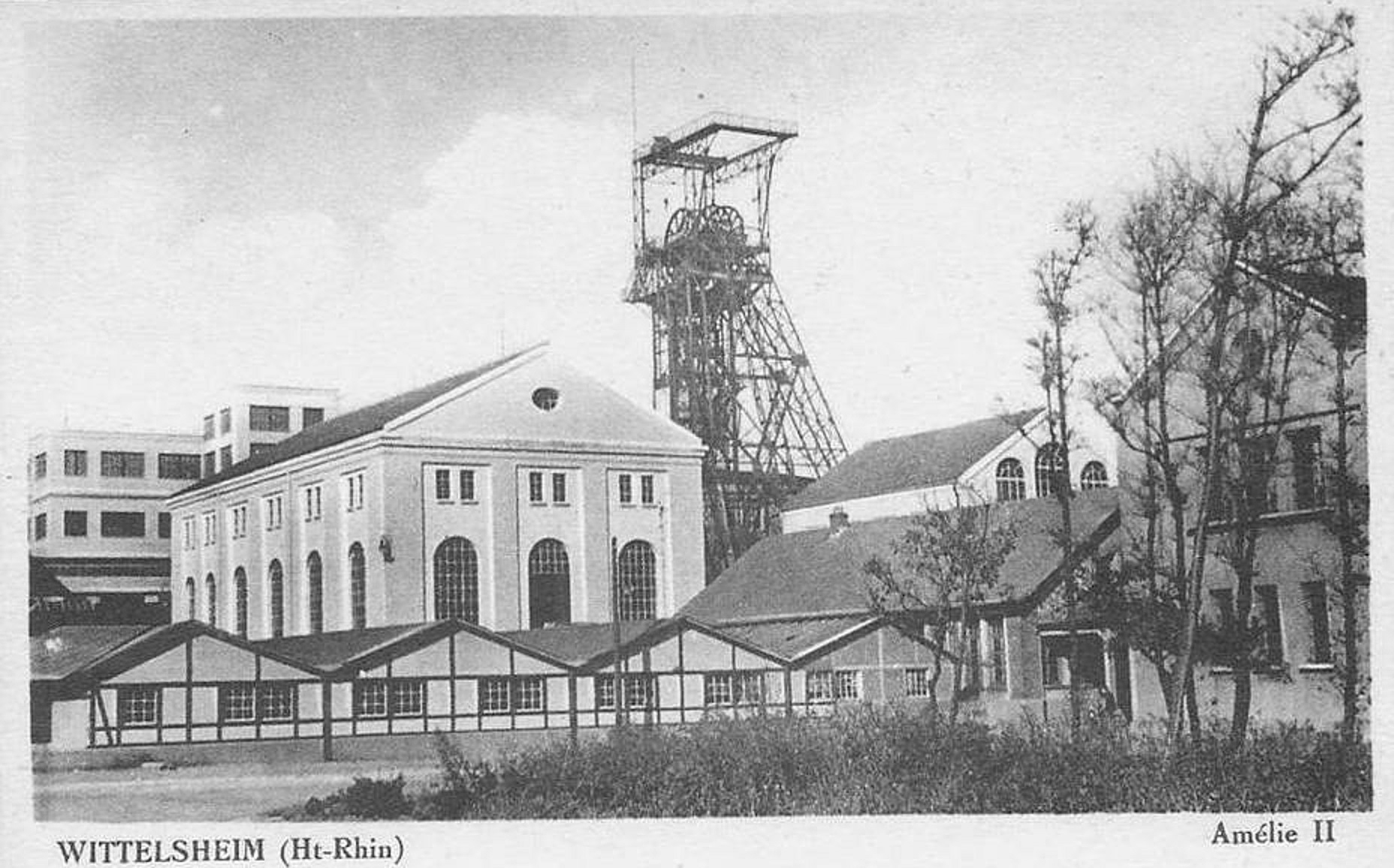
Le puits Amélie II.

L'extraction est arrêtée pendant la Première Guerre mondiale pour ne reprendre qu'en 1920. L'année suivante, un second moteur de marque Brown Boveri est ajouté à la machine d'extraction du puits Amélie II. En 1923, un nouveau bâtiment de recette est construit.
Pendant l'entre-deux-guerres, la superficie du carreau Amélie est doublée par l'adjonction d'ateliers de réparation, de magasins, d'un vestiaire, de bureaux et d'une infirmerie, à cela s'ajoute l’agrandissement du hangar de potasse.
Un blockhaus en béton armé est construit sur le carreau de la mine au cours de la Seconde Guerre mondiale, il est par la suite resté sur place. En 1950, le puits Amélie II devient un puits de service. Il accueille alors le nouveau Garage Central de la compagnie dont la construction s'achève en 1952.
En 1952, le puits Amélie I reçoit un nouveau chevalement plus moderne de 75 mètres de haut construit par la société Schneider-Heckel. Ce chevalement est renforcé en 1970 : de nouvelles molettes et un nouveau poste de commande sont mis en place.
En 1982, le puits Amélie II est approfondi, son chevalement est alors renforcé et la tête remplacée. Une nouvelle machine d'extraction de 40 tonnes est installée avec de nouveaux câbles,. Le 31 décembre 1982, le personnel du puits Amélie II compte 5 656 personnes. La cité minière Amélie II est construite à l'est du puits, non loin de Richwiller.

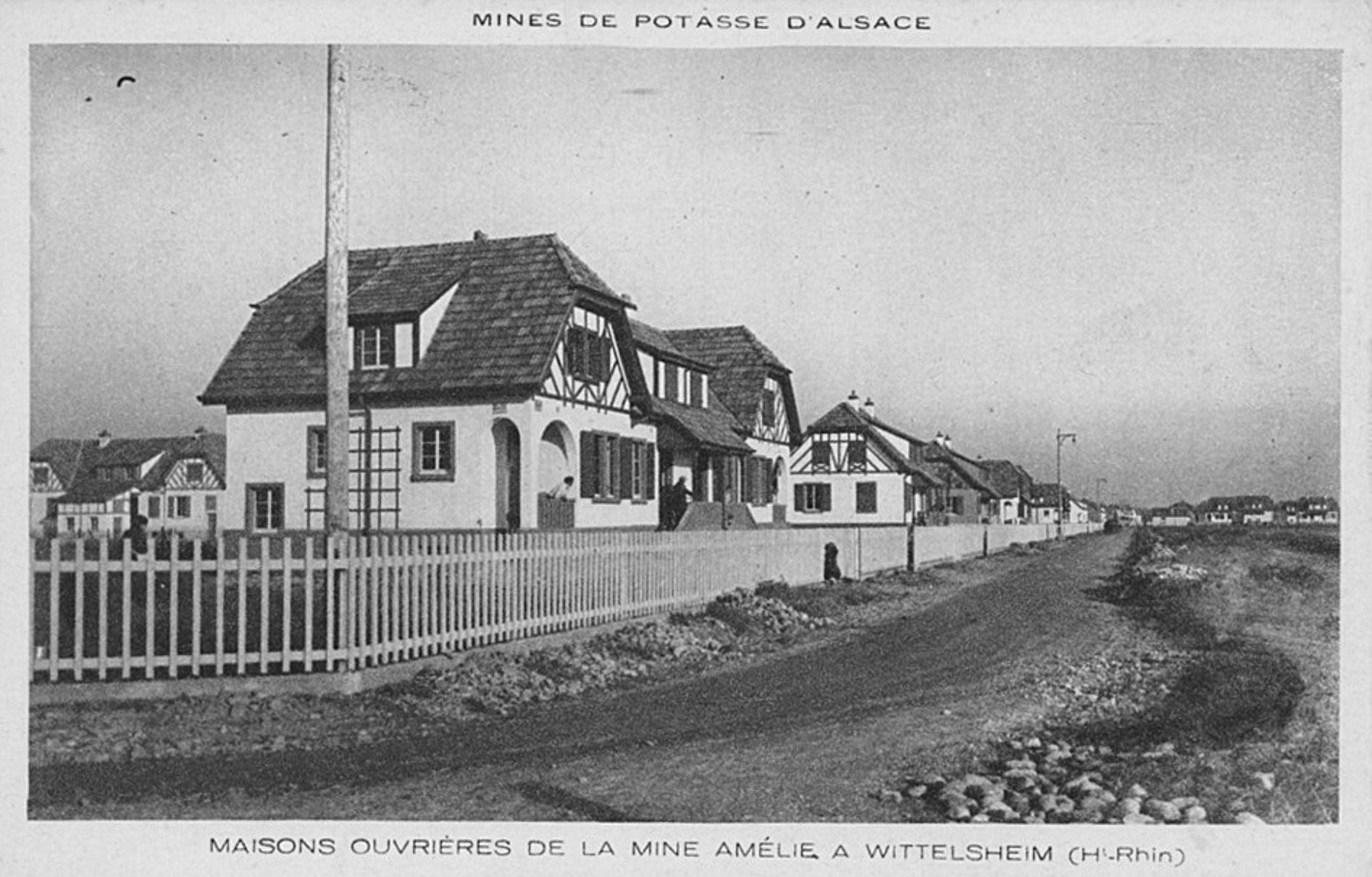
La cité minière Amélie II.
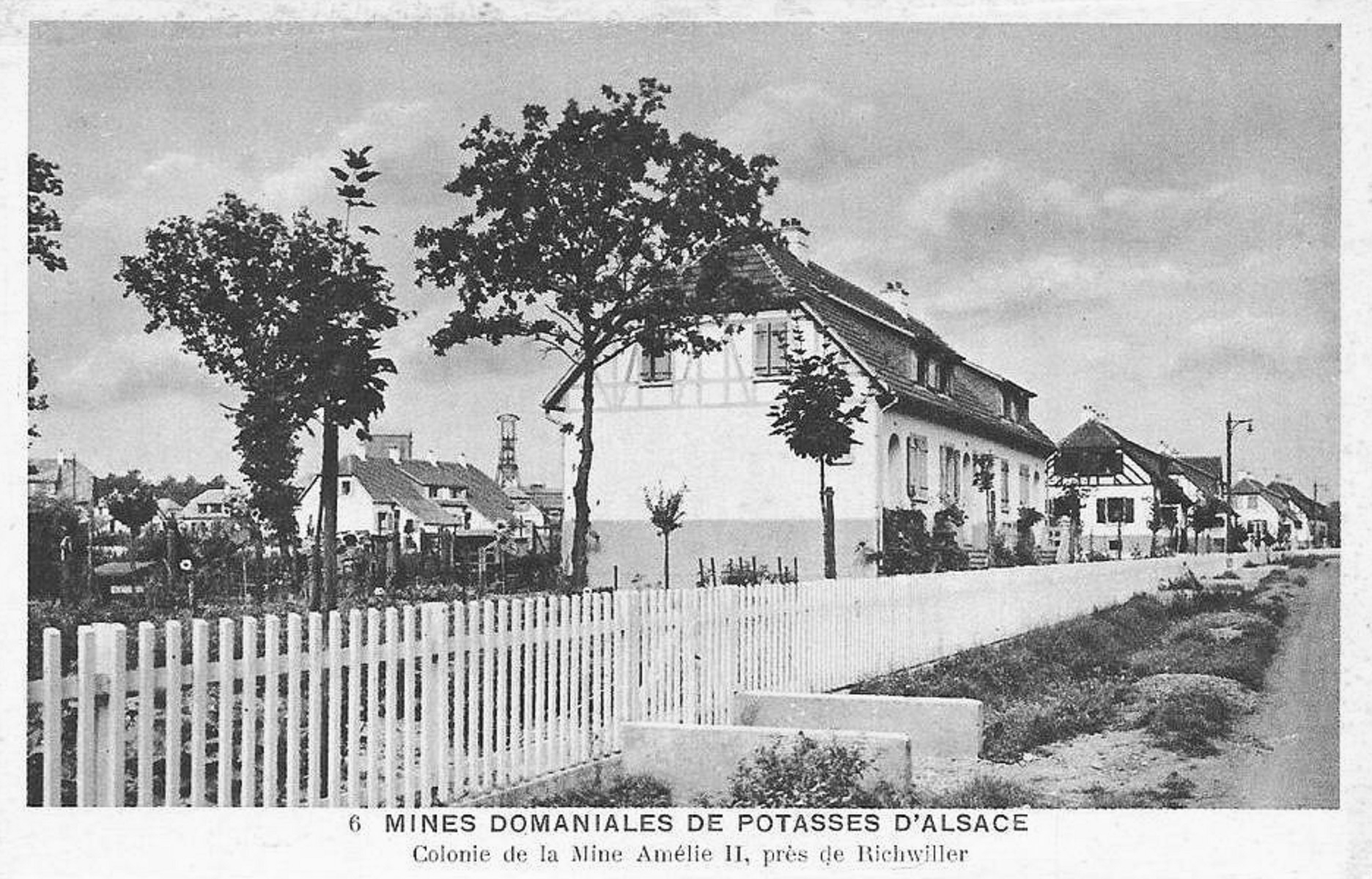
Autre vue de la cité.

## Reconversion

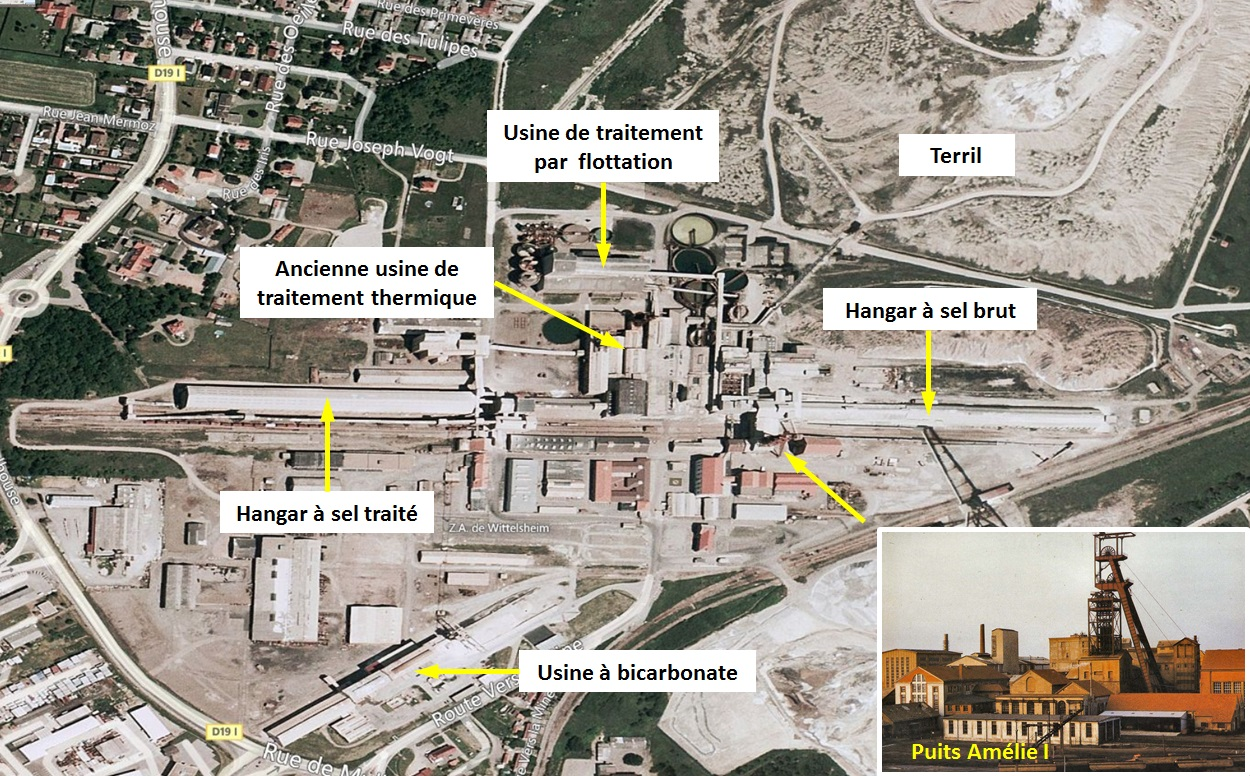
Vue satellite du carreau de la mine Amélie avant démolition.

Après la fermeture, les installations du puits sont progressivement démantelées et démolies. Le chevalement du puits Amélie I est démoli le 31 mars 2008,. Le chevalement du second puits est démoli le Modèle:Date 8 décembre,.

### Vidéos
1. ↑  [vidéo] « Démolition du chevalement du puits Amélie I », sur YouTube.
2. ↑  [vidéo] « Démolition du chevalement du puits Amélie II », sur YouTube.